# Leknes, Trøndelag
Leknes är en by som utgör centralort i Leka kommun i Trøndelag fylke i Norge. Orten ligger vid fylkesväg 7132 på den nordöstra delen av ön Leka.

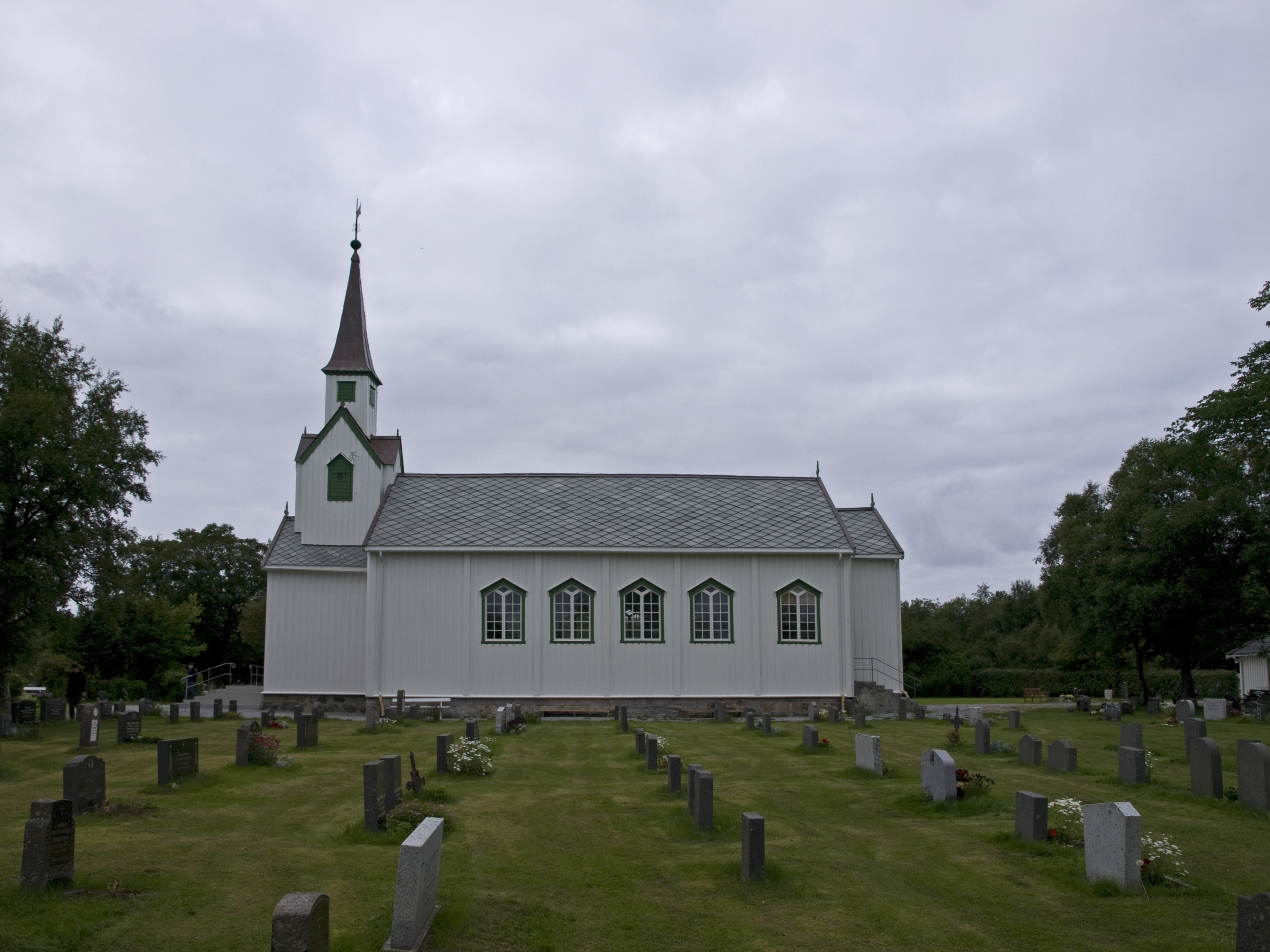
Leka kyrka.

Söder om byn ligger Leka kyrka.